# Hugo Linér
Frans Hugo Linér, född 26 februari 1900 i Sireköpinge församling, Malmöhus län, död 6 oktober 1981 i Härslövs församling, Landskrona, var en svensk målare.
Han var son till Peter Linér och Elise Nilsson och från 1933 gift Gertrud de Val-Linér. Han studerade vid Althins målarskola 1923 och vid Konsthögskolan i Stockholm 1925-1931 samt under studieresor till bland annat Danmark, Nederländerna, Frankrike och Tyskland. Tillsammans med Sven Sahlberg, Hugo Simonson och Sture Svensson ställde han ut på Lilla Galleriet i Stockholm 1954 och han medverkade i samlingsutställningen Exponenterna på Liljevalchs konsthall samt i utställningar arrangerade av Sveriges allmänna konstförening och Svenska konstnärernas förening. Separat ställde han ut första gången 1955 på Lilla Galleriet i Stockholm. Hans konst består av fruktstilleben, figurkompositioner, naket och landskap ofta med motiv från Ålabodarna och Bornholm. Linér är representerad vid Moderna museet i Stockholm.